# Белановский, Иван Дмитриевич
Иван Дмитриевич Белановский  (1878—1958) — украинский и советский энтомолог.

## Биография
Родился 20 января 1878 года в городе Лохвица на территории нынешней Полтавской области. В 1900 году окончил Петербургский лесной институт. Участник войны с Японией и Первой мировой войны. До 1924 года работал лесничим и инспектором лесов на территории нынешних Херсонской и Киевской областей, после этого энтомологом в различных учреждениях. Начиная с 1936 года до конца жизни работал в Институте зоологии АН УССР (с 1946 года занимал должность заведующего отделом фауны беспозвоночных).
Умер 15 апреля 1958 года. Похоронен в Киеве на Лукьяновском кладбище (участок № 31, ряд 3а, место 6-1). На могиле прямоугольная стела из чёрного гранита.

## Труды
Билановский является автором около 50 научных трудов, преимущественно о насекомых-вредителях сельскохозяйственных культур и лесного хозяйства, а также о биологических методах борьбы с насекомыми. Наиболее известные монографии: «Тахины УССР», ч. 1-2 (1951—1953); «Конопиды (Conopidae) УССР» (1954).